# 이신기
이신기(1988년 6월 23일 ~ )는 대한민국의 배우이다. 

## 학력
- 국민대학교 뮤지컬보컬대학원 졸업

## 출연 작품

### 드라마
- 2018년 OCN 드라마 《신의 퀴즈: 리부트》 ... 형사 역
- 2019년 JTBC 10부작 금토 미니시리즈 《보좌관 - 세상을 움직이는 사람들》
- 2019년 JTBC 10부작 금토 미니시리즈 《보좌관 - 세상을 움직이는 사람들 시즌2》
- 2020년 tvN 수목 미니시리즈 《메모리스트》
- 2020년 ~ 2021년 JTBC 수목 미니시리즈 《런 온》 ... 서명민 역
- 2021년 KBS2 단막극 《KBS 드라마 스페셜 2021 - 통증의 풍경》 ... 광숙의 후배 형사 역
- 2023년 DISNEY+ 오리지널 드라마 《최악의 악》
- 2024년 tvN 주말 미니시리즈 《감사합니다》 ... 강명철 역
- 2024년 SBS 금토 드라마 《커넥션》 ... 한성훈 역
- 2024년 MBC 금토 미니시리즈 《이토록 친밀한 배신자》 ... 김용수 역

### 영화
- 2020년 《죽지 않는 인간들의 밤》 ... 종업원 역
- 2024년 《타로》 ... 문식 역

## 수상
- 2021년 제29회 그리메상 신인 연기자상 수상